# Keski-Uonua
Keski-Uonua, Ylä-Uonua och Ala-Uonua eller Uonuanlammit är sjöar i Finland. De ligger i kommunen Vaala i landskapet Norra Österbotten, i den centrala delen av landet, 500 km norr om huvudstaden Helsingfors. Keski-Uonua ligger 131,5 meter över havet. Arean är 79 hektar och strandlinjen är 3,86 kilometer lång. Sjön  ingår i Uleälvens huvudavrinningsområde. 